# Martien Vreijsen
Nicolaas Martinus Hubertus Johannes „Martien“ Vreijsen (* 15. November 1955 in Breda) ist ein ehemaliger niederländischer Fußballspieler.

## Karriere
Vreijsen begann seine Karriere als Jugendlicher bei NAC Breda und kam dort schon sehr früh in die erste Mannschaft. 1973 konnte er als 18-Jähriger seinen ersten Titel feiern und gewann mit Breda den niederländischen Pokal. 1975 kam er zu Feyenoord Rotterdam. Hier konnte er in zwei Jahren keinen Titel erringen. Danach kehrte er wieder nach Breda zurück, weitere vier Jahre seine Karriere verbrachte Vreijsen in seiner Heimatstadt. 1981 ging er zum FC Twente Enschede. Vreijsen blieb in Enschede bis 1986 und beendete dann seine Karriere.
Vreijsen spielte einmal für die niederländische Nationalmannschaft. Er nahm als Ersatzmann an der Fußball-Europameisterschaft 1980 in Italien teil und schied mit der Elftal in der Vorrunde als Gruppendritter aus.

## Erfolge
- Einmal niederländischer Pokalsieger (1973)